# ويليام توماس آدامز
ويليام توماس آدامز (بالإنجليزية: William Thomas Adams)‏ هو سياسي بريطاني (وحمل سابقاً جنسية المملكة المتحدة لبريطانيا العظمى وأيرلندا)، ولد في 10 سبتمبر 1884، وتوفي في 9 يناير 1949. حزبياً، نشط في حزب العمال. في الانتخابات العامة في المملكة المتحدة 1945 ‏، انتخب عضو برلمان المملكة المتحدة الـ38 عن دائرة Hammersmith South (UK Parliament constituency) ‏ (5 يوليو 1945 – 9 يناير 1949).